# 青い涙 (ゲーム)
『青い涙』（あおいなみだ）は、2003年5月30日にCDPAより発売されたパソコン用恋愛アドベンチャーゲーム。2004年5月27日に声優によるボイスを追加し、性描写を削除したXbox版が発売された。

## 概要
本作は韓国人スタッフが制作しており、シナリオには儒教文化の影響が見られる。作中では「情」を「好悪を越えた人と人との絆」とし、「好きか嫌いかの一時の感情」である「愛」よりも重きを置いている。この点に、ひとりの異性との恋愛を追及する日本のゲームとの文化差がある。
物語は主人公とヒロインたちの交流を描く夢幻篇に始まり、遠い時代の出来事が語られる回想篇を経て、新たな舞台現代篇にいたる。

## ストーリー
勇介は夢幻という名の町で、育ての親のマナや優しい仲間たちに囲まれて暮らしていた。ずっとこんな時間が続くと思っていたが、どこからか呼びかける声が目の前の景色の向こうにある真実を、勇介に告げる。

## 登場人物
声はXbox版のもの。

### 夢幻篇
柏木 勇介（かしわぎ ゆうすけ）
マナに育てられた青年。時おり夢を通じて知らない光景が見えるようになり、とまどっている。
藤原 マナ（ふじわら まな）
声 - 國府田マリ子
捨て子だった勇介を養育した女性で、彼にとっては母とも姉とも言える存在。なぜか昔から若く美しいまま容姿が変わらない。
日比野 さえか（ひびの さえか）
声 - 神田朱未
勇介の友人で、近所に住んでいる。やかましいほどに元気いっぱい。
白鳥 雪江（しらとり ゆきえ）
声 - 田中涼子
勇介の友人の1人。地質調査や天気予報をしているが、単にぼんやり景色を眺めているだけのことも多い。
ジン ユリ
声 - 中原麻衣
彩とともに温泉宿を経営する少女。父親が韓国出身で、チマチョゴリを着用している。内気で人見知りが激しい。
志水 彩（しみず あや）
声 - 高野直子
活動的で勝気な少女。ユリを常に気にかけており、彼女を守ろうとする。
工藤 もえみ（くどう もえみ）
声 - 釘宮理恵
市場で勇介と出会った女の子。母親思いで、素直な頑張り屋。
工藤 晴子（くどう はるこ）
声 - 井上喜久子
もえみの母親。優しくて家事が得意だが、少しずれたところもある。
雀（すずめ）
声 - 浅川悠
姉御肌のペットショップのオーナー。

### 回想篇
ミルカ
声 - 川田妙子
マノの母親。いつまでも幼女のように純真であるため、いろいろとひどい目に遭わされてきたが、息子ができてからは守ってもらえるようになり幸せに暮らしている。
マノ
声 - 岸尾大輔
血気に逸る青年。腕の立つ狩人であり、母をいじめるものは決して許さない。だが、現在の環境から抜け出して功名を挙げようとする野心も秘めている。
シエ
声 - 安田未央
大国の高位の巫女。権力争いに巻き込まれ、逃れてきたところをマノに助けられる。高飛車で高慢だが、次第に彼と打ち解けていく。
ラナ
声 - 本間ゆかり
数少ないミルカの友人で、彼女のことを気にかけてくれる。
バルゴーフ
声 - 阪脩
ミルカの面倒を見てきた老人。マノにとっては祖父のような存在。

### 現代篇
柏木 恵（かしわぎ めぐみ）
声 - 星野千寿子
柏木家の長女。純情で心優しい。趣味はネットサーフィン。
柏木 静恵（かしわぎ しずえ）
声 - 鶴ひろみ
雑誌の編集長を務めつつ、家庭も大切にする聡明な女性。
柏木 京太郎（かしわぎ きょうたろう）
声 - 稲田徹
弁護士。一家の大黒柱。
杉村 淳一（すぎむら じゅんいち）
声 - 子安武人
とある作家のマネージャー。

## スタッフ
- シナリオ - MOONZERO
- 原画&キャラクターデザイン - MILKCOW
- 主題歌「Blue Twilight〜太陽と月が出会うとき〜」
  - 作編曲 - H.T / 作詞 - Melody Nelson / 歌 - 林田輪朱（PC版）、國府田マリ子（Xbox版）